# Libaros
 Libaros  es una comuna y población de Francia, en la región de Mediodía-Pirineos, departamento de Altos Pirineos, en el distrito de Tarbes y cantón de Galan.
Su población en el censo de 1999 era de 158 habitantes.
Está integrada en la Communauté de communes des Baïses.

## Demografía
| 165 | 193 | 176 | 168 | 173 | 158 |
| Para los censos de 1962 a 1999 la población legal corresponde a la población sin duplicidades (Fuente: INSEE [Consultar]) |     |     |     |     |     |